# Альянс національного відродження
Альянс національного відродження (порт. Aliança Renovadora Nacional; (ARENA) — колишня консервативна політична партія, що діяла в Бразилії з 1966 до 1985 року. Була урядовою партією за часів військового режиму (1964–1985).